# Песина Кремонезе
Песѝна Кремонѐзе (на италиански: Pessina Cremonese, на местен диалект: Pesina, Песина) е село и община в Северна Италия, провинция Кремона, регион Ломбардия. Разположено е на 42 m надморска височина. Населението на общината е 633 души (към 2016 г.).